# Julien Cools
Julien Cools (Retie, 13 de febrero de 1947) es un exfutbolista belga que jugaba de centrocampista. Fue un componente de la selección de fútbol de Bélgica.

## Carrera internacional
Cools fue internacional con la selección de fútbol de Bélgica entre 1974 y 1980, disputando la Eurocopa 1980 con el combinado belga.

## Clubes
| Club         | País    | Año         |
| ------------ | ------- | ----------- |
| K Beringen   | Bélgica | 1969 - 1973 |
| Club Brujas  | Bélgica | 1973 - 1979 |
| K Beerschot  | Bélgica | 1979 - 1981 |
| KFC Dessel   | Bélgica | 1981 - 1983 |
| KVC Westerlo | Bélgica | 1984 - 1986 |